# North Chicago
North Chicago är en stad (city) i Lake County, i delstaten Illinois, USA. Enligt United States Census Bureau har staden en folkmängd på 32 682 invånare (2011) och en landarea på 20,5 km².
I anslutning till staden finns Naval Station Great Lakes. 